# Dry (Aidan Baker)
Dry is een studioalbum van Aidan Baker. Het is een ambientalbum met daarop alleen onbewerkte gitaarmuziek. Het album is opgenomen in juli 2009 in Berlijn. De muziek van Aidan Baker wil nog weleens erg onrustig en donker zijn, zie zijn  muziek met Arc, daarvan is hier geen sprake. Het is een opvallend lichtklinkend album met rustige gitaarmuziek. Als het iets jazzier zou klinken liggen de soloalbums van John Abercrombie en Ralph Towner er qua muziek niet ver af. Er werden 500 exemplaren geperst. Het is Bakers circa 85e muzikale uiting op wat voor media dan ook (cd, elpee, download of andere media).

## Musici
- Aidan Baker - gitaar

## Tracklist
| Nr. | Titel                                       | Duur |
| --- | ------------------------------------------- | ---- |
| 1.  | Strum & Stress                              | 5:22 |
| 2.  | Oval / oral                                 | 5:04 |
| 3.  | The Sea swells and crackles like a honeybee | 7:22 |
| 4.  | Explosions                                  | 4:29 |
| 5.  | Pale / pole                                 | 3:54 |
| 6.  | I am a free machine                         | 7:42 |
| 7.  | The irrelevance of mosquito dreams          | 7:58 |
| 8.  | Pulse / Plus                                | 3:44 |
| 9.  | Slide                                       | 1:50 |